# Messier-Bugatti-Dowty
La Messier-Bugatti-Dowty, già Messier-Dowty, è un'azienda multinazionale, facente parte del gruppo francese SAFRAN, specializzata nella progettazione e realizzazione di carrelli d'atterraggio; è leader mondiale in questo settore.

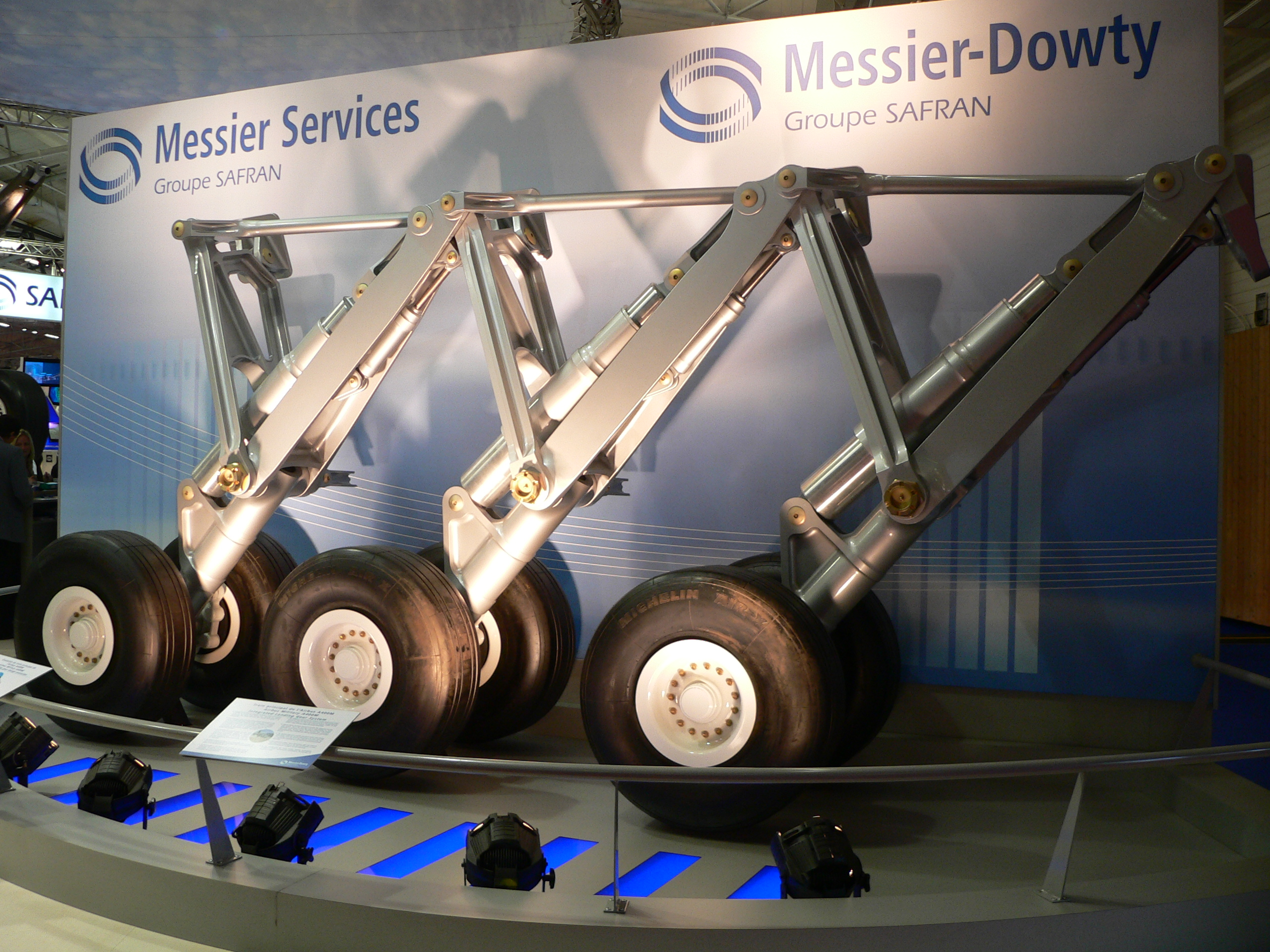
Il carrello d'atterraggio dell'A400M